# Mônica Carvalho
Mônica Rodrigues Carvalho (Nova Iguaçu, 28 de março de 1971), é uma atriz e roteirista brasileira, que iniciou sua carreira como modelo.

## Biografia
Mônica Rodrigues Carvalho nasceu em Nova Iguaçu, na Baixada Fluminense. É filha do empresário carioca Sérgio Carvalho e da dona de casa baiana Maria das Graças, tendo como irmão mais velho Sérgio Ricardo. Mônica tem ascendência indígena e portuguesa por parte materna, e polonesa por parte paterna. Mudou-se para o Rio de Janeiro, no bairro de Copacabana, após o divórcio de seus pais.
Em 1985, aos treze anos, Mônica chamou atenção de um publicitário enquanto se bronzeava na praia da Barra da Tijuca, sendo convidada para estrelar uma campanha de uma marca de bronzeadores.

## Carreira
Em 1987, aos 16 anos, decidiu se inscrever no concurso de beleza Musa Verão do Rio, no qual foi vencedora, decidindo seguir carreira como modelo, fotografando para editoriais de moda. Em 1990 assinou com uma das maiores agências de modelos internacionais, a Ford Models, mudando-se para Nova Iorque, nos Estados Unidos, onde desfilou por diversas marcas. Em 1993 estreou e virou musa na abertura da segunda versão da novela Mulheres de Areia, atuou em um episódio da série Confissões de Adolescente na TV Cultura. Em 1994 passou pela Oficina de Atores da Globo e teve uma participação especial em Quatro por Quatro, como namorada do jogador Renato Gaúcho. Ainda na Rede Globo atuou nas novelas História de Amor, Chocolate com Pimenta, entre outras, fez ainda duas personagens em Malhação, além de episódio da série A Vida Como Ela É..., exibido no Fantástico e o programa Você Decide, atingiu enorme sucesso em 2001 como Maria do Socorro (Socorrinho) de Porto dos Milagres. Foi capa das revistas Playboy (em 3 edições), Plástica & Beleza, Boa Forma e Amiga, fez algumas peças de teatro, em outras emissoras de televisão trabalhou nas novelas Cidadão Brasileiro e Caminhos do Coração na Rede Record, fez a vilã Nara Paranhos de Vasconcelos na novela Uma Rosa com Amor do SBT. Em 2011, ela retorna a Rede Globo, participando da novela Fina Estampa, interpretando a secretária Glória Monteiro.
Em 2017, faz uma participação especial na novela das 18h Tempo de Amar. Em 2019, assina com a RecordTV, e atua na macrossérie Jezabel, como a vilã Thanit, uma sacerdotisa pagã sedutora, ambiciosa e sem escrúpulos, e também melhor amiga de Jezabel.

## Vida pessoal
Em 1995 começou a namorar o empresário Ricardo Santos, com quem terminou em 2000. No carnaval de 2001 iniciou namoro com o empresário Armindo Júnior. Em 2002 foram morar juntos, e em 6 de agosto de 2004, de parto cesariana, no Rio de Janeiro, nasceu a filha do casal, Yaclara. O casal terminou a união conjugal no mesmo ano. Em 2007 começou a namorar o empresário Alaor Paris Júnior, com quem se casou em 2009. Em entrevistas revelou que não estava conseguindo engravidar, e após fazer cinco fertilizações e trocar de médico três vezes, engravidou em 2011, mas sofreu um aborto espontâneo. No início de fevereiro de 2013 foi divulgado a imprensa de que a atriz estava grávida de dois meses, porém foi divulgado no dia 20 de fevereiro que a atriz sofreu seu segundo aborto espontâneo.

No dia 21 de fevereiro de 2016, de parto cesariana, nasceu Valentina, filha do casal. Em entrevistas revelou que não imaginava que teria uma filha após os quarenta anos, pois não planejava mais tentar engravidar.

## Outros projetos

### Carnaval
É veterana da Sapucaí, onde desfila desde 1991. Foi destaque, passista e até já atravessou o Sambódromo com o uniforme da diretoria. Estreou na Beija-Flor, de Joãozinho Trinta, com uma fantasia de mendiga, emprestada por uma amiga. Em 1996 foi considerada a musa do carnaval, como a madrinha da bateria da Grande Rio, desde então, vem desfilando pela escola, se afastando apenas durante a sua gestação.

### Filantropia
Em 2001 fez a campanha "Minha Estrela Brilha Contra o Câncer", em 2002 representou a índia Bartira na tradicional encenação da fundação da Vila de São Vicente.

### Música
Em 2004, participou do videoclipe da música "Porque não Vê", lançada pela banda pernambucana de forró eletrônico Limão com Mel.

## Filmografia

### Televisão
| Ano     | Título                    | Personagem                    | Notas                                                                                          |
| ------- | ------------------------- | ----------------------------- | ---------------------------------------------------------------------------------------------- |
| 1994    | A Viagem                  | Gilda                         | Episódio: "21 de abril"                                                                        |
| 1994    | Confissões de Adolescente | Fernanda                      | Episódio: "Chegou o Verão"                                                                     |
| 1995    | Quatro por Quatro         | Rita                          | Episódio: "21 de julho"                                                                        |
| 1995    | História de Amor          | Neusa                         |                                                                                                |
| 1996    | A Vida como Ela É...      | Leila                         | Episódio: "Para Sempre Desconhecida"                                                           |
| 1997    | A Indomada                | Maribel                       |                                                                                                |
| 1997    | Malhação                  | Naomi                         | Episódio: "12 de novembro"                                                                     |
| 1997    | Por Amor                  | Sílvia                        | Episódio: "28 de dezembro"                                                                     |
| 1998    | Corpo Dourado             | Clara Faria                   |                                                                                                |
| 1998–99 | Malhação                  | Verônica Paes                 | Temporada 5                                                                                    |
| 1999    | Você Decide               | Clara / Rosana / Isadora      | Episódio: "Mulher de Amigo Episódio: "Amélia que Era Mulher de Verdade" Episódio: "Pré-datado" |
| 2001    | Porto dos Milagres        | Maria do Socorro (Socorrinho) |                                                                                                |
| 2003    | Chocolate com Pimenta     | Gildete Lima (Gigi)           |                                                                                                |
| 2006    | Cidadão Brasileiro        | Maura Castanho                |                                                                                                |
| 2007    | Caminhos do Coração       | Amália Fortunato              |                                                                                                |
| 2010    | Uma Rosa com Amor         | Nara Paranhos de Vasconcelos  |                                                                                                |
| 2011    | Fina Estampa              | Glória Soares                 |                                                                                                |
| 2014    | Aprendiz Celebridades     | Participante                  | Temporada 10                                                                                   |
| 2017    | Tempo de Amar             | Ismênia                       | Episódios: "1–6 de dezembro"                                                                   |
| 2019    | Jezabel                   | Thanit                        | [ 37 ]                                                                                         |
| 2021    | Gênesis                   | Elisa                         | Fase: Jornada de Abraão                                                                        |
| 2023    | No Limite: Amazônia       | Participante                  | Temporada 7                                                                                    |

### Cinema
| Ano  | Título                   | Personagem | Notas          |
| ---- | ------------------------ | ---------- | -------------- |
| 1998 | Drama Urbano             | Isis       |                |
| 2005 | Opressão                 | Clara      | Curta-metragem |
| 2008 | A Ilha dos Escravos      | Rosette    |                |
| 2024 | Licença para Enlouquecer | Sara       |                |

## Teatro
| Ano  | Título                         | Personagens      |
| ---- | ------------------------------ | ---------------- |
| 1993 | O Brasil de Cuecas             |                  |
| 2003 | O Ateneu                       |                  |
| 2006 | A Morte do Beijo               |                  |
| 2009 | Pocahontas                     | Pocahontas       |
| 2012 | A Máscara Do Zorro             | Elena de la Vega |
| 2015 | Amor, Humor, o Resto é Bobagem |                  |